# Липоваць (Ніємці)
Липоваць (хорв. Lipovac) — населений пункт у Хорватії, у Вуковарсько-Сремській жупанії у складі громади Ніємці.

## Населення
Населення за даними перепису 2011 року становило 814 осіб.
Динаміка чисельності населення поселення:

## Клімат
Середня річна температура становить 11,19 °C, середня максимальна – 25,54 °C, а середня мінімальна – -5,73 °C. Середня річна кількість опадів – 693 мм.
| Клімат поселення                              | Клімат поселення | Клімат поселення | Клімат поселення | Клімат поселення | Клімат поселення | Клімат поселення | Клімат поселення | Клімат поселення | Клімат поселення | Клімат поселення | Клімат поселення | Клімат поселення | Клімат поселення |
| Показник                                      | Січ.             | Лют.             | Бер.             | Квіт.            | Трав.            | Черв.            | Лип.             | Серп.            | Вер.             | Жовт.            | Лист.            | Груд.            |                  |
| Середній максимум, °C                         | 6,17             | 8,15             | 12,64            | 17,33            | 22,50            | 25,54            | 25,40            | 24,96            | 20,86            | 15,49            | 9,69             | 5,87             |                  |
| Середня температура, °C                       | 0,22             | 2,19             | 6,70             | 11,40            | 16,54            | 19,60            | 21,30            | 20,85            | 16,76            | 11,40            | 5,57             | 1,76             |                  |
| Середній мінімум, °C                          | −5,73            | −3,76            | 0,76             | 5,44             | 10,59            | 13,66            | 17,22            | 16,76            | 12,67            | 7,30             | 1,46             | −2,32            |                  |
| Норма опадів, мм                              | 45               | 40               | 42               | 55               | 63               | 90               | 72               | 63               | 52               | 54               | 63               | 54               |                  |
| Середньомісячна швидкість вітру, м/с          | 2.00             | 2.22             | 2.63             | 2.50             | 2.30             | 2.10             | 2.06             | 1.90             | 1.80             | 2.00             | 2.04             | 2.01             |                  |
| Середньомісячна сонячна радіація, кДж/м²·день | 4430             | 7162             | 11265            | 15669            | 19363            | 21674            | 22430            | 20532            | 15182            | 9679             | 5040             | 3687             |                  |
| --------------------------------------------- | ---------------- | ---------------- | ---------------- | ---------------- | ---------------- | ---------------- | ---------------- | ---------------- | ---------------- | ---------------- | ---------------- | ---------------- | ---------------- |
| Джерело:                                      |                  |                  |                  |                  |                  |                  |                  |                  |                  |                  |                  |                  |                  |